# Región de Marahoué
Marahoué es una de las 19 regiones que componen Costa de Marfil. La capital es Bouaflé. Ocupando 8500 km², su población es de (2002 estimado) 651.700 habitantes. 

## Departamentos
La región está dividida en tres departamentos: 
- Bouaflé 409,683
- Sinfra 238,015
- Zuénoula 214,646.